# Чёрный телескоп

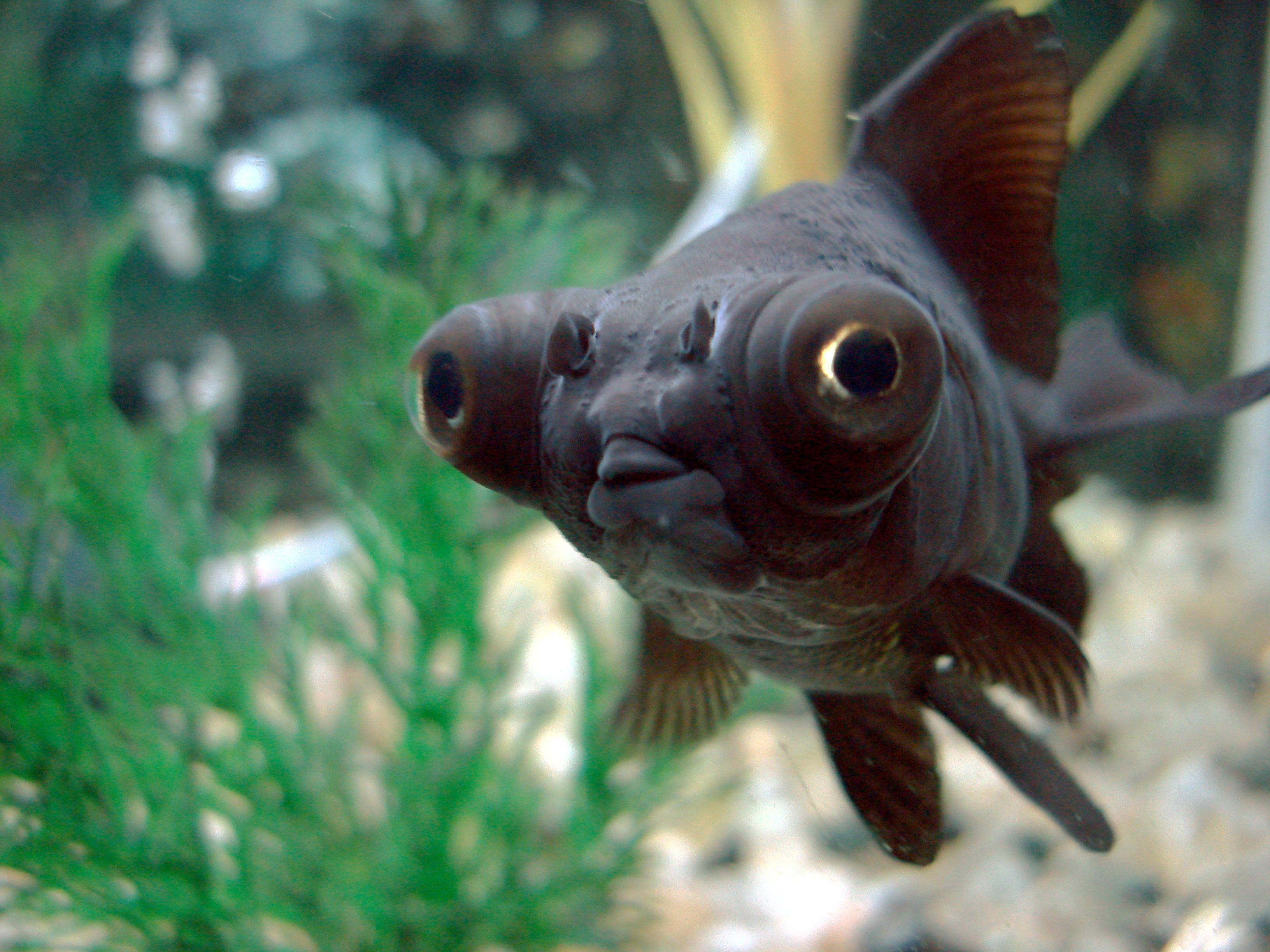
Чёрный телескоп

Чёрный телескоп (вариететная форма рыб) — одна из искусственно культивированных декоративных пород аквариумной «золотой рыбки» (лат. Carassius gibelio forma auratus (Bloch, 1782)), отличающаяся интенсивным бархатно-чёрным цветом, вуалевым хвостом и равномерно выпуклыми глазами.

## История происхождения
Чёрный телескоп считается самой совершенной породной формой среди всех вуалехвостых телескопов.

## Описание
Размер рыбки достигает 20 см. Короткое яйцеобразное тело, все плавники удлинённые. Особенное внимание обращается на длину и форму хвостового плавника. У рыб этого вида большие, телескопически выпуклые глаза. Телескоп такого типа всегда чешуйчатый. Глаза чёрного телескопа должны иметь пропорциональные формы и одинаковый размер. Форма необычных глаз развивается к 3—6 месяцам (в зависимости от температуры содержания).

### Окрас
Рыбка интенсивного бархатно-чёрного цвета, на животе несколько ослабленный до сине-серого или слабо-золотистого. Наиболее ценны рыбки со сплошным равномерным окрашиванием в чёрный цвет.

### Вариации
- Русская разновидность телескопов имеет более пышное и длинное плавниковое оперение.[1][2]

В 1941 году московским любителем Андриановым была выведена разновидность чёрного телескопа с рубиново-красными глазами.
Требовательны к высокому содержанию кислорода в воде. Не желательно содержать в стае с другими рыбами и декорировать внутреннюю часть аквариума корягами и камнями, а иногда — и растениями. Не терпит переохлаждений.
- Панда Телескоп

Представляет собой вариант золотой рыбки телескопа с характерным черно-белым цветным рисунком и торчащими глазами.
- Белый телескоп
- Черный телескоп